# Edmond Laforest
Pour les articles homonymes, voir Laforest.
Edmond Laforest, né le 20 juin 1876 à Jérémie et mort le 17 octobre 1915 à Haïti, est un écrivain, poète et journaliste haïtien, qui se donna la mort en raison de l'occupation d'Haïti par les États-Unis.

## Biographie
Edmond Laforest est né à Jérémie le 20 juin 1876.
Il était professeur de français et de mathématiques. Il fut également un poète, conteur, critique littéraire, directeur de journaux (Haïti littéraire et scientifique, La Patrie). En plus des revues dont il était directeur, Edmond Laforest a collaboré à des publications telles La Ronde, La Petite Revue et Haïti littéraire et sociale.
Il publia des contes dans le journal Le Nouvelliste notamment Le Crâne de l'Indien Ciguay et La Montre.
Dans La Plume, il contribua à une série d'articles, Le grand conflit (1914).
Il protesta contre l'occupation américaine dans son journal La Patrie. Il dénonça les incuries des pouvoirs politiques haïtiens, la crise généralisée du pays et la débâcle de son pays.
Alors que les forces américaines traquent les opposants et combattent la résistance haïtienne, notamment en prenant d'assaut le Fort Rivière, Edmond Laforest se suicide le 17 octobre 1915, en se jetant dans sa piscine avec un dictionnaire Larousse accroché autour du cou.

### Poésie
- L'Évolution. Port-au-Prince: Imprimerie Mme F. Smith, 1901.
- Poèmes Mélancoliques, 1894-1900. Port-au-Prince: Imprimerie Henry Amblard, 1901.
- La dernière fée, fantaisie en vers. Port-au-Prince: Imprimerie de l'Abeille, 1909.
- Sonnets-Médaillons du dix-neuvième siècle, ornés de quatre-vingt-dix portraits authentiques et de douze fleurons originaux. Paris: Librairie Fischbacher, 1909 (deuxième et troisième éditions, 1910), 216 p.
- Cendres et flammes. Paris: A. Messein, 1912.
- Baisers du jour
- Les Sonnets Haïtiens.

### Essais et conférences
- L'Œuvre poétique d'Etzer Vilaire. Conférence prononcée le 30 janvier 1907, à la soirée donnée au profit des élèves du Lycée Nord Alexis de Jérémie; suivie des discours de MM. Auguste Garoute et Etzer Vilaire, et d'une poésie de M.J.B. Jn. Vilaire. Jérémie: Imprimerie Du Centenaire, 1907.
- L'Œuvre des poètes, conférence prononcée au Cercle Catholique de Jérémie le 29 septembre 1908. Port-au-Prince: Imprimerie de l'Abeille, 1908.
- Sabre et plume ou Vie et œuvre d'Alibée Féry. (Alibée Féry, sa vie et ses ouvrages), 1909.
- À propos de la culture allemande (brochure). 1914.

### Nouvelles
- Le Bienfaiteur,
- La lettre et le bout de papier,
- Où l'amour va se nicher,
- Larmes pures,
- Tendresse tardive,
- Un droit de la femme,
- Abîmé
- En tout cherchez la femme.

### Romans
- La Rage de rimer,
- Chère adoptée,
- L'engrenage,.
- Les deux fables.

### Théâtre
Le Vent, comédie en un acte, en vers. Jérémie, mars 1908.

### Musique
Diverses compositions musicales.